# محمد داود عودة
محمد داوود عودة (أبو داوود؛ 19 مايو 1937 - 3 يوليو 2010)، عضو المجلس الوطني الفلسطيني وعضو المجلس الثوري لحركة فتح. ولد في بلدة سلوان القريبة من القدس. كان أحد قادة منظمة أيلول الأسود بالإضافة إلى أبو إيّاد مؤسس هذه المنظمة وأبو محمد العمري المسؤول عن عملية اغتيال رئيس الوزراء الأردني السابق وصفي التل في القاهرة وعلي حسن سلامة (أبو حسن سلامة) وآخرين غيرهم، حيث تم إيفاده للمشاركة في أول دورة أمنية أوفدتها حركة فتح منتصف العام 68 ضمّت عشرة من الرعيل الأول المؤسس للمؤسسة العسكرية والأمنية الفلسطينية التي ستبهر العالم فيما بعد وستضع القضية الفلسطينية، وتحولها من قضية اللاجئين إلى قضية شعب وهوية، وقد شارك في هذه الدورة فخري العمري، علي حسن سلامة، مجيد الآغا، غازي الحسيني، مهدي بسيسو، نزار عمار، وشوقي المباشر ومريد الدجاني، حيث تم توزيع عمل هؤلاء القادة الأمنيين فيما بعد تحت مسؤولية كل من الشهيد أبو عمار والشهيد أبو جهاد، والشهيد أبو إياد، ومن المعروف أن هذه الدورة تمت في معهد البحوث الإستراتيجية التابع للمخابرات العامة المصرية والمتخصص في تخريج قادة العمل الأمني والعسكري.
عمل مُدرّسا للفيزياء والرياضيات في إحدى مدارس أريحا قبل أن ينتقل للعمل في الكويت
تولّى أبو داوود قيادة المليشيات الفلسطينية في الأردن التي كانت تضم أربعة عشر ألف مسلح، وشارك في أحداث أيلول التي عُرفت باسم أحداث أيلول الأسود عام 1970، والتي وقعت في الأردن بين النظام الملكي الأردني والفدائيين الفلسطينيين.
شارك في التخطيط وأشرف على التنفيذ في الهجوم الذي استهدف الفريق الإسرائيلي في دورة ميونيخ الأولمبية عام 1972، التي سُمّيت بعملية ميونخ فيما بعد.

## عملياته
قاد في عام 1973 فريقاً من الفدائيين الفلسطينيين للقيام بعمليات في عمّان تهدف إلى السيطرة على مجلس الوزراء الأردني والسفارة الأميركية في عمان بهدف الإفراج عن المعتقلين الفلسطينيين في سجون الأردن، إلا أن العملية كُشِفَت، وحُكم على أبو داوود ومرافقيه بالإعدام إلا أن الحكم خُفِّف بعد ذلك وأُفرج عن أبو داوود بعد عدة أشهر بعد زيارة قام بها الملك حسين إليه في سجنه. انتقل أبو داوود بعد ذلك إلى بيروت، وعُيِّن قائداً عسكرياً لمنطقة بيروت الغربية وخاض حرب العامين 1975 و 76 التي وقعت في لبنان.
اختلف أبو داوود مع رئيس منظمة التحرير الفلسطينية ياسر عرفات عام 78، وذلك بسبب قبول عرفات وقف إطلاق النار أو باتفاق وقف إطلاق النار مع الإسرائيليين آنذاك.
تعرّض أبو داوود لمحاولة اغتيال في وارسو عام 1981، وأُصيب بسبع رصاصات في مناطق غير قاتلة في جسده، إلا أن هذه الرصاصات لم تمنعه من الركض وراء الشخص الذي حاول اغتياله في ردهات الفندق. حتى إن كثيراً من الحضور كانوا ينظرون إلى المشهد وكأنه فيلم سينمائي، وظل أبو داوود ينزف طيلة ساعتين حتى وصلته سيارة الإسعاف.
عايش أبو داوود الخروج الفلسطيني من بيروت عام 82، كما كان وسيطاً رئيسياً في الخلاف الذي دبَّ داخل حركة فتح عام 83 بين أبو موسى وياسر عرفات، وانتهى بخروج عرفات من طرابلس عام 84.
كان صديقاً لأبو نضال ثم خصماً له، حتى أن محاولة الاغتيال التي وقعت لأبو داوود في وارسو كان وراءها أبو نضال، صديق حميم لأبو إياد منذ بداية انتمائه لحركة فتح وحتى استشهاد أبو إياد بعد ذلك في تونس.

## نشر كتابه
في صيف 1999م، فجّر القائد العسكري الفلسطيني السابق محمد داوود عودة (أبو داوود) قنبلة غير عسكرية هذه المرة، وهو المسؤول عن تفجيرات عسكرية كثيرة، حين نشر كتابه (فلسطين من القدس إلى ميونخ) الذي يتحدّث فيه للصحافي الفرنسي جيل دو جونشية، عن رحلته من مسقط رأسه في سلوان بالقرب من القدس إلى تخطيطه لعملية ميونخ، واعترافه بمسؤوليته المباشرة عن تلك العملية، التي أودت بحياة 11 رياضياً صهيونياً ورجل شرطة وطيارين ألمانيين، ونافياً أي علاقة لآخرين ارتبطت أسماؤهم بمنظمة أيلول الأسود أو ميونخ بتلك المنظمة أو العملية أمثال أبو حسن سلامة الذي اغتيل في بيروت عام 1978م رغم أنه أصدر بياناً بمسؤولية المنظمة عن إحدى العمليات التي قام بها، وكذلك أبو يوسف النجار الذي اغتيل في عملية فردان في بيروت 1972م والذي أصدر بياناً أعلن مسؤولية منظمة أيلول الأسود عن اغتيال وصفي التل رئيس وزراء الأردن، وحتى خليل الوزير الرجل الثاني في فتح الذي اغتالته المخابرات الصهيونية عام 1988 في تونس لم يكن له علاقة بمنظمة أيلول الأسود أو عملية ميونخ، رغم أنه أصدر في إحدى المرات بياناً أعلن فيه مسؤولية أيلول الأسود عن عملية نفّذها رجال أبو جهاد في بانكوك، وهذا كلّه على مسؤولية أبو داوود، بعد سنوات طويلة من الصمت، ويشار هنا إلى أنَّ جهات عديدة في منظمة التحرير ساءها نشر هذا الكتاب، واتّهمته بأنه يزيّف التاريخ بنسب مسؤولية عملية ميونخ لنفسه مثله مثل الآخرين الذين ذكرهم!! حيث أن المسؤول المباشر عن العملية كان أبو محمد العمري (طلال) الذي درّب الشباب وأوصلهم ثم ذهب الي تونس ليدير العملية من هناك حسب ما ذكر أبو إياد بنفسه في كتابه فلسطينيي بلا هوية عام 1978. ولدى الإعلان عن نشر الكتاب بالفرنسية، وإعطاء أبو داوود أحاديث عديدة للصحافة عن حقيقة ما حدث في ميونخ بالأسماء والمعلومات، أعلنت (إسرائيل) عن عدم سماحها لأبي داوود بالعودة إلى فلسطين، والتي كان دخلها في ظروف سمحت فيها (إسرائيل) لأعضاء المجلس الوطني الفلسطيني بالدخول إلى غزة لعقد اجتماع حضر جلسته الافتتاحية الرئيس الأمريكي بيل كلينتون وقرّر المجلس إلغاء بنود في الميثاق الوطني الفلسطيني كانت (إسرائيل) تشترط إلغاؤها.
و لم تكن (إسرائيل) وحدها التي أثارها ما قاله أبو داوود من معلومات جديدة عن عملية ميونخ، فالأرجح أنها كانت تعرف الكثير من الحقائق عن تلك العملية وعن مسؤولية صلاح خلف (أبو أياد) وأبو داوود عنها، بل أعلنت فرنسا مثلاً بأن أبو داوود شخص غير مرغوب فيه ومنعته من دخول البلاد عندما دعته دار النشر (أن كاري ير) التي أصدرت كتابه (فلسطين: من القدس إلى ميونخ) للحضور إلى فرنسا احتفالاً بصدور الكتاب.
وأصدرت ألمانيا مذكرة توقيف بحق أبو داوود لاعترافه بمسؤوليته عن العملية التي جرت فصولها الرئيسية على أرضها. والمذكرة أصدرها المدعي العام في جمهورية بافاريا ألفريد فيك، ولم تكن تلك المرة الأولى التي يحدث فيها هذا، ففي عام 1977م أُوقف أبو داوود في باريس، بموجب طلب تسليم من محكمة بافاريا، ولكن السلطات الألمانية الفيدرالية أبطلت ذلك الطلب في حينه وأبلغت فرنسا بذلك، وحظي أبو داوود بتكريم بعض الجهات، فمنح جائزة محمود الهمشري، والهمشري كما أشرنا ممثل منظمة التحرير الفلسطينية الذي اغتيل في فرنسا علم 1973م، لسنة 1999م، تكريماً له بعد نشر كتابه، وأنشأت الجائزة جمعية التضامن العربية - الفرنسية ومجلة فرنسا - البلاد العربية، بعد اغتيال الهمشري.